# 要注意外来生物
要注意外来生物（ようちゅういがいらいせいぶつ）とは、外来生物法に基づき、環境省が指定していた特定外来生物には選定されていないが、適否について検討中、または調査不足から未選定とされている生物種。2015年3月26日をもって｢生態系被害防止外来種｣に変更された。

## 概要
以下の4つのカテゴリに、計148種類が選定されていた。
1. 被害に係る一定の知見があり、引き続き指定の適否について検討する外来生物
生態系被害が懸念されているが、指定時の大量遺棄等種類ごとの問題から指定対象となっていないもの。特定外来生物指定の検討対象となっている。
16種が選定されていた。
2. 被害に係る知見が不足しており、引き続き情報の集積に努める外来生物
生態系等被害が懸念されているが、情報集積・科学的知見の不足から情報収集状況を踏まえて指定を検討するもの。同時に種の利用上の注意を喚起する必要があるとされている。
116種が選定されていた。
3. 選定の対象とならないが注意喚起が必要な外来生物（他法令の規制対象種）
他の法令で既に規制されているため、本法の対象となっていないもの。
植物防疫法の規制対象となっている4種が選定されていた。
4. 別途総合的な取組みを進める外来生物（緑化植物）
外来植物での緑化について、生態系被害発生状況の把握、代替種類・代替方法の検討等を含めて農林水産省・国土交通省との連携で検討するもの。
被害の指摘が文献にある12種が選定されていた。

## 指定種
類型1・2・3・4は上記に基づく。

### 哺乳類
- 類型2 - フェレット、リスザル、シマリス

### 鳥類
- 類型1 - インドクジャク
- 類型2 - シジュウカラガン大型亜種（オオカナダガンと見られている）、コリンウズラ、クロエリセイタカシギ、シリアカヒヨドリ、外国産メジロ

### 爬虫類
- 類型2 - ワニガメ、チュウゴクスッポン、アメリカスッポン属全種、クーターガメ属全種、チズガメ属3種（ミシシッピチズガメ、フトマユチズガメ、ニセチズガメ）、ハナガメ、ヒョウモントカゲモドキ、グリーンイグアナ

### 両生類
- 類型2 - アフリカツメガエル、アメリカミドリヒキガエル（テキサスミドリヒキガエル）、キャハンヒキガエル（ロココヒキガエル）、ナンブヒキガエル、ワンガンヒキガエル（ガルフコーストヒキガエル）、ミドリヒキガエル（ヨーロッパミドリヒキガエル）

### 魚類
- 類型1 - タイリクバラタナゴ、カワマス（ブルックトラウト）、ブラウントラウト、ニジマス、グッピー
- 類型2 - ソウギョ、アオウオ、カラドジョウ、ヒレナマズ、ウォーキングキャットフィッシュ、マダラロリカリア、ナイルパーチ、タイリクスズキ、ゴールデンパーチ、マーレーコッド、ナイルティラピア、カワスズメ、カムルチー、タイワンドジョウ、コウタイ、ティラピア

### 昆虫類
- 類型2 - クワガタムシ科、サカイシロテンハナムグリ、チャイロネッタイスズバチ、ナンヨウチビアシナガバチ、アフリカミツバチ及びその交雑個体群（アフリカナイズドミツバチ）
- 類型3 - ホソオチョウ、アカボシゴマダラ

### 甲殻類
- 類型1 - アメリカザリガニ
- 類型2 - チチュウカイミドリガニ・ヨーロッパミドリガニ、タテジマフジツボ

### 軟体動物
- 類型1 - ムラサキイガイ、ミドリイガイ
- 類型2 - カラムシロ、コウロエンカワヒバリガイ、イガイダマシ、タイワンシジミ種群、シナハマグリ
- 類型3 - アフリカマイマイ、スクミリンゴガイ

### 環形動物
- 類型1 - カサネカンザシ
- 類型2 - カニヤドリカンザシ

### 有櫛動物
- 類型2 - ムネミオプシス・レイディ

### 植物
- 類型1 - オオカナダモ、コカナダモ、ホテイアオイ、セイタカアワダチソウ、オオブタクサ
- 類型2 - オオサンショウモ、ハゴロモモ、アメリカミズユキノシタ、オトメアゼナ、ハナガガブタ、ナガバオモダカ、キショウブ、チョウセンアサガオ属、ムラサキカタバミ、ネバリノギク、タチアワユキセンダングサ、ハルジオン、オオアワダチソウ、ヒメジョオン、ノハカタカラクサ、キクイモ、外来種タンポポ（セイヨウタンポポ、アカミタンポポ）、オランダガラシ（クレソン）、ハリビユ、イチビ、エゾノギシギシ、ハルザキヤマガラシ、ドクニンジン、メマツヨイグサ、コマツヨイグサ、ワルナスビ、ヤセウツボ、ヘラオオバコ、アメリカネナシカズラ、セイヨウヒルガオ、オオフタバムグラ、アメリカオニアザミ、カミツレモドキ、ブタクサ、ブタナ、オオオナモミ、アメリカセンダングサ、コセンダングサ、オオアレチノギク、ヒメムカシヨモギ、メリケンカルカヤ、メリケンガヤツリ、ショクヨウガヤツリ、ハリエニシダ、ランタナ、ヒマワリヒヨドリ、テリハバンジロウ（キバンジロウ）、サンショウモドキ、アメリカハマグルマ、モリシマアカシア、セイロンマンリョウ、ヤツデグワ、キバナシュクシャ、オオバノボタン、カエンボク、アカキナノキ、アメリカクサノボタン、タマリクス・ラモシッシマ、リグストルム・ロブストゥム、カユプテ、ミカニア・ミクランサ、ミモザ・ピグラ、モレラ・ファヤ、オプンティア・ストリクタ、フランスカイガンショウ、プロソピス・グランドゥロサ、キミノヒマラヤキイチゴ
- 類型4 - イタチハギ、ギンネム、ハリエンジュ（ニセアカシア）、トウネズミモチ、ハイイロヨモギ、シナダレスズメガヤ、オニウシノケグサ、カモガヤ（オーチャードグラス）、シバムギ、ネズミムギ及びホソムギ（ペレニアルライグラス）、キシュウスズメノヒエ、オオアワガエリ（チモシー）